# 南椿橋

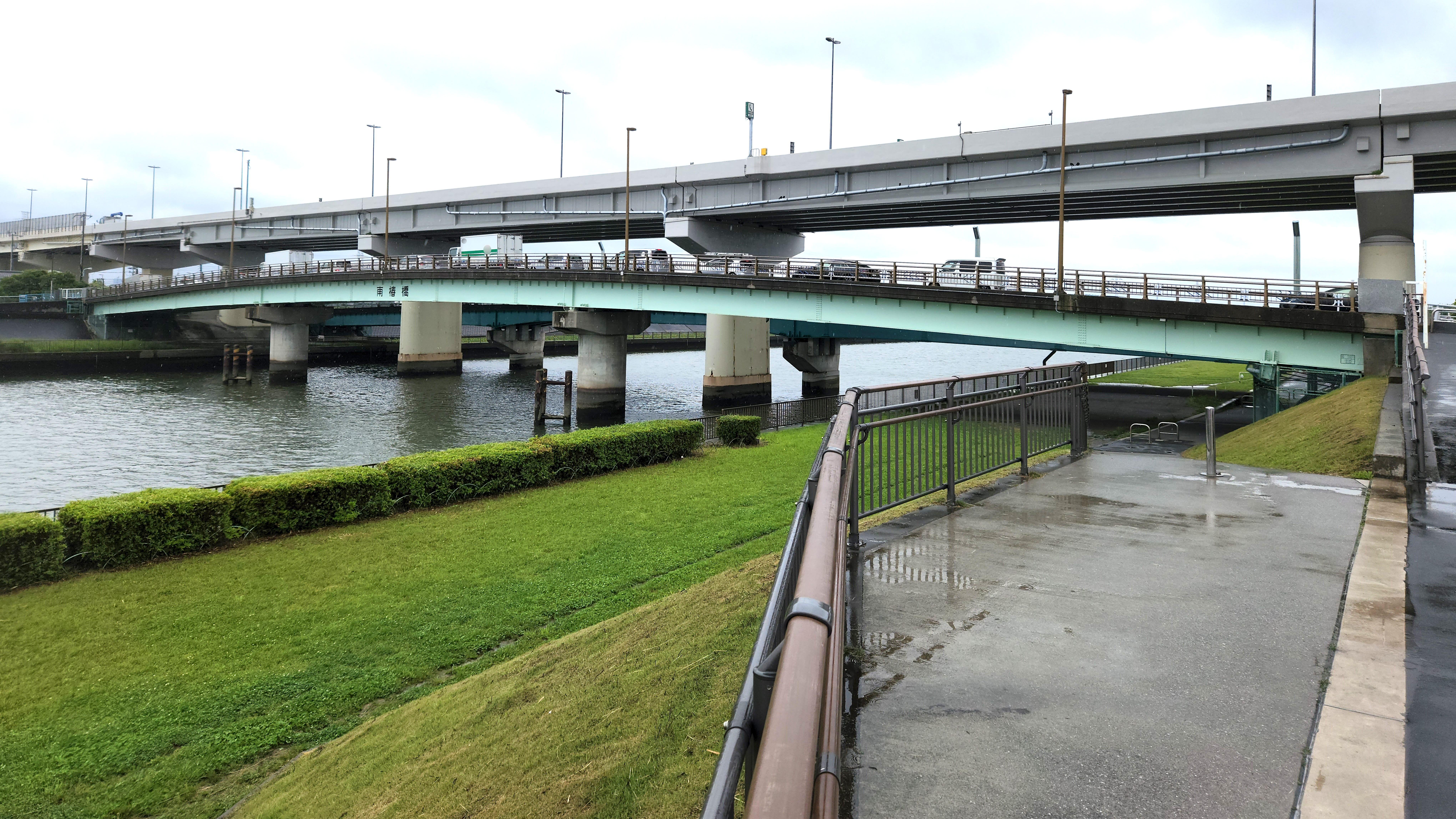
新中川東岸から撮影。手前の橋が南椿橋。上の道路は首都高速7号小松川線。

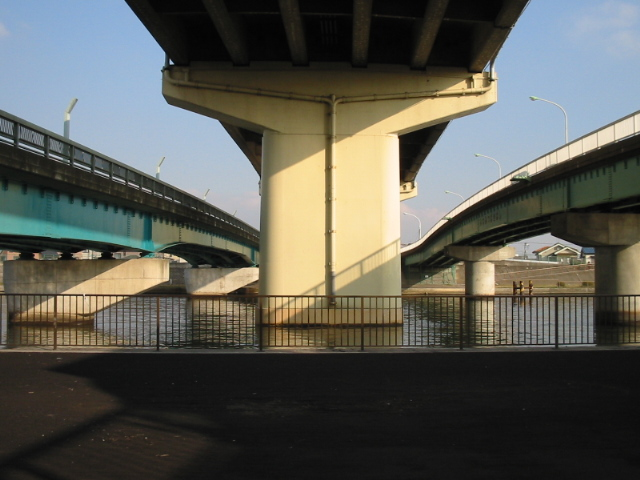
新中川西岸から見る南椿橋(右)

南椿橋（みなみつばきばし）は、新中川に架かる橋のひとつで、東岸の東京都江戸川区春江町三丁目と西岸の一之江二丁目を結ぶ。

## 歴史
- 1980年（昭和55年）[1][2]：首都高速7号小松川線の下流側に架橋された。

首都高速道路両側の下には江戸川区道が通り、西行き方向の橋として機能している。一方、東行き方向は上流に架かる新椿橋である。

## 特徴
新中川に架かる橋の中では、唯一の緩やかな太鼓橋となっている。

## 諸元
- 形式 - 3径間鋼連続鈑桁橋
- 橋長 - 123 m[1]
- 幅員 - 8.0 m
- 支間割 - 41.1 m ＋ 40.0 m ＋ 41.1 m[1]
- 鋼重 - 215 t
- 施工会社 - JST（日本鉄塔工業） [1]

## 周辺
- 都営住宅春江町三丁目アパート
- 東京都瑞江葬儀所
- 一之江名主屋敷
- 環七通り
- 首都高速7号小松川線一之江出入口

## 隣の橋
- 新中川

（上流）- 新椿橋 - 首都高速7号小松川線  - 南椿橋 - 春江橋 - 涼風橋 - （下流）